# Ancistronycha tigurina
Ancistronycha tigurina ist ein Käfer aus der Familie der Weichkäfer (Cantharidae). Die Gattung Ancistronycha ist in Europa mit 6 Arten vertreten, in Mitteleuropa kommen 3 Arten vor.

## Merkmale
Die Käfer werden 11 bis 14 Millimeter lang. Sie besitzen eine variable Färbung. Der Kopf ist hinter den Augen zumindest teilweise rötlichbraun. Halsschild und Scutellum sind gelbrot, die Flügeldecken blauschwarz. Die Femora und Tibien der gelbroten Beine sind angedunkelt. Manche Exemplare haben einen dunklen Fleck am Scheitel. Es gibt auch Ausprägungen, bei welchen Kopf, Halsschild und Beine schwarz sind. Der Dorsalschild des Aedoeagus ist mittig stark ausgerandet.

## Verbreitung
Ancistronycha tigurina kommt fast im gesamten Mitteleuropa vor. Das Verbreitungsgebiet der Käferart reicht im Norden bis nach Fennoskandinavien, die Art fehlt jedoch auf den Britischen Inseln. Im Süden reicht das Vorkommen nicht bis zum Mittelmeerraum, dagegen im Osten bis nach Russland.

## Lebensweise
Man findet die Käfer hauptsächlich in Waldgebieten, insbesondere in Mittelgebirgslagen. Die Flugzeit dauert von Mai bis Juli. Die Käfer ernähren sich überwiegend räuberisch.

## Taxonomie
Die Festlegung auf einen gültigen wissenschaftlichen Art-Epitheton (Namenszusatz) gestaltet sich schwierig, da bisher verwendete Bezeichnungen der Käferart (dies wären insbesondere violacea und cyanipennis) zum Zeitpunkt ihrer Veröffentlichung schon für andere Artbeschreibungen verwendet wurden.
In der Literatur finden sich folgende Synonyme:
- Ancistronycha violacea (Paykull, 1798)
- Ancistronycha violacea Dietrich, 1857
- Ancistronycha cyanipennis (Faldermann, 1835)
- Ancistronycha innotaticeps Pic, 1907
- Ancistronycha notaticeps Pic, 1907
- Ancistronycha moraviensis Pic, 1918
- Ancistronycha piceobinotata Pic, 1922
- Cantharis violacea Paykull, 1798